# Lathyrus venosus
Lathyrus venosus är en ärtväxtart som beskrevs av Carl Ludwig von Willdenow. Lathyrus venosus ingår i släktet vialer, och familjen ärtväxter.

## Underarter
Arten delas in i följande underarter:
- L. v. arkansanus
- L. v. venosus